# 大江健三郎・岩波書店沖縄戦裁判
大江健三郎・岩波書店沖縄戦裁判（おおえけんざぶろう・いわなみしょてんおきなわせんさいばん）は、元沖縄戦指揮官および遺族が、大江健三郎・岩波書店を名誉毀損で訴えた裁判。集団自決訴訟、沖縄戦集団自決裁判ともいわれる。原告側は「沖縄集団自決冤罪訴訟」と呼称した。事件番号は、平成17年（ワ）第7696号出版停止等請求事件。
岩波書店発行、大江健三郎著『沖縄ノート』と家永三郎著『太平洋戦争』の記述を巡り争われ、大江・岩波書店が勝訴した。被告側の岩波は『記録・沖縄「集団自決」裁判』（岩波書店、2012年）を出版した。

## 概略
沖縄戦の集団自決について、岩波書店発行の書物『沖縄ノート』（著者：大江健三郎、発行：1970年）、『太平洋戦争』（著者：家永三郎、発行：1968年、文庫本として2002年に発行）に当時の座間味島での日本軍指揮官梅澤裕（うめざわゆたか）および渡嘉敷島での指揮官赤松嘉次（あかまつよしつぐ）が住民に自決を強いたと記述がされ、名誉を毀損したとして梅澤裕および赤松秀一（赤松嘉次の弟）が、名誉毀損による損害賠償、出版差し止め、謝罪広告の掲載を求めて訴訟を起こした。原告2人が実際に『沖縄ノート』を読んで積極的な意思によって提訴したわけではなく「自由主義史観」を掲げるグループに担ぎ出されての提訴であった。
2005年8月大阪地方裁判所に提訴され、2008年3月28日に第一審判決となった。判決は、集団自決への軍の関与を認定し、集団自決への梅澤、赤松の関与も十分推認できるとした。そして原告らが自決命令を発したことを直ちに真実と断定できないとしても、この事実については合理的資料若しくは根拠があると評価できることから、本件各書籍の発行時に大江健三郎らは自決命令があったことを真実と信じる相当の理由があったと言えるとして、名誉棄損の成立を否定し、原告の請求を棄却した。
原告側は判決を不服として控訴したが、大阪高裁も2008年10月31日に地裁判決を支持して控訴を棄却し、原告側はただちに最高裁に上告した。2011年4月21日、最高裁第一小法廷は上告を棄却。原告側の主張は却下された。

## 争点と大阪地裁の判断
大阪地裁における本裁判の争点とその判断は、以下であった。
①「沖縄ノート」の記述は、原告梅澤又は赤松大尉を特定ないし同定するようなものであるか（特定性ないし同定可能性の有無）
『沖縄ノート』には梅澤、赤松大尉の名前は示されていないが、沖縄戦についての諸文献や報道を踏まえれば『沖縄ノート』の記述が、梅澤、赤松大尉に関する記述であると特定ないし同定し得る。
②「太平洋戦争」「沖縄ノート」の記述が原告梅澤及び赤松大尉の社会的評価を低下させるものであるか（名誉毀損性の有無）
『太平洋戦争』の記述は、梅澤が「老人・こどもは村の忠魂碑の前で自決せよと命令し」たとの記述があり、本来、保護してしかるべき老幼者に対して無慈悲に自決することを命じた冷徹な人物であるとの印象を与えるものであり、客観的な社会的評価を低下させる記述である。『沖縄ノート』の記述は、慶良間列島の集団自決について自決命令を発した人物が存在するような記述の仕方となっており、また渡嘉敷島については守備隊長が住民に対し自決命令を発したと読める記述となっていることから、集団自決という平時ではあり得ない残虐な行為を命じたものとして梅澤、赤松大尉の客観的な社会的評価を低下させるものと認められる。
③ 「太平洋戦争」「沖縄ノート」の記述に係る表現行為の目的がもっぱら公益を図る目的であるか（目的の公益性の有無）
『太平洋戦争』の集団自決に記述の表現行為の主要な目的は、戦争体験者として、また、日本史の研究者として、太平洋戦争を評価、研究することにあったものと認められ、それが公益を図るものであることは明らかである。『沖縄ノート』は、沖縄が本土のために犠牲にされ続けてきたことを指摘し、執筆の時点において沖縄の民衆の怒りが自分たち日本人に向けられていることを述べ、日本人とは何かを見つめ、戦後民主主義を問い直したものであり、沖縄戦における集団自決の記述は、この問題を本土日本人の問題としてとらえ返そうとしたものであることが認められ、また梅澤、赤松大尉が当時公務員に相当する地位にあったことを考えると、その表現行為の主要な目的は、日本人のあり方を考え、ひいては読者にもそのような反省を促すことにあったものと認められ、それが公共の利害に関する事実に係り、公益を図るものであることは明らかである。
④梅澤、赤松大尉が住民に集団自決を命じたか（真実性の有無）・⑤被告らが、梅澤、赤松の自決命令が真実であると信ずるについて相当の理由があるか（真実相当性の有無）
下記別途記載。
⑥「沖縄ノート」の各記述は、赤松大尉に対する人身攻撃に及ぶなど意見ないし論評としての域を逸脱したものであるか（公正な論評性の有無）
『沖縄ノート』の記述は「人間としてそれをつぐなうには、あまりにも巨きい罪の巨塊のまえで、かれはなんとか正気で生き伸びたいとねがう」などかなり強い表現が赤松大尉に対して使用されている。しかし、これらはあくまで赤松大尉の実名を伏せたまま、日本本土と沖縄との歴史的な経緯や関係を軸に、日本人は現在のままでいいか、日本人がアジアや世界に対して普遍的な国民であることを示すためにはどうすればよいかを自分に問いかけ考えるという主題に沿う形で記述を展開する中で使用されている表現にすぎない。また赤松大尉の氏名が明示されていないことは、赤松大尉に対する個人攻撃の意図で集団自決の記述をしなかったことを推認せしめる。そうすると、沖縄ノートの各記述は、守備隊長ひいては日本軍の行動を通して著者を含めた日本人全体を批判し、反省を促す構成となっているものと認められ、文脈次第では人身攻撃となり得る表現もあるものの、文章全体の趣旨に照らすと、その表現方法が執拗なものとも、その内容がいたずらに極端な揶揄、愚弄、嘲笑、蔑視的な表現にわたっているともいえず、赤松大尉に対する個人攻撃をしたものとは認められない。
⑦敬愛追慕の情の侵害があったか、⑧損害の回復方法及び損害額、の二争点は名誉毀損を理由とする損害賠償請求の成立が否定されたため、検討されなかった。

## 争点④および⑤の真実性・真実相当性

### 前提事実
座間味島
座間味島には原告梅澤が指揮する海上挺進隊第一戦隊が配備されていた。
昭和20年3月23日米軍から空襲を受け日本軍の船舶や座間味部落の多くが被害を受けた。座間味島は同月24日、25日も空襲を受けた。住民は壕に避難するなどしていたが、25日夜、伝令役の宮平恵達が住民に対し忠魂碑前に集合するよう伝えて回った。その後、同月26日多数の住民が手榴弾を使用するなどして集団で死亡した。
従来これを集団自決と呼んでいるが、その実態は、親が幼児ら子を殺害し、子が年老いた親を殺害するなど肉親等による殺害であり、自決という任意的自発的死を意味する言葉を用いることが適切であるか否かについては議論の余地がある。
渡嘉敷島
渡嘉敷島には赤松大尉が指揮する海上挺進隊第三戦隊が配備されていた。
昭和20年27日午前、米軍の一部が渡嘉敷島の西部から上陸した。赤松大尉は、米軍の上陸前、安里巡査に対し住民は西山陣地北方の盆地に集合するよう指示し、これを受けて安里巡査は防衛隊員とともに住民に対し西山陣地の方に集合するよう促した。住民は、同月28日防衛隊員などから配布されていた手榴弾を用いるなどして集団で死亡した。
座間味島及び渡嘉敷島以外の集団自決
座間味島及び渡嘉敷島の集団自決のほか、沖縄の各地で集団自決が発生している。
そのうち（注: 座間味島及び渡嘉敷島が属する）慶良間列島の慶留間島には、第二戦隊が駐留していたが第二戦隊の野田隊長は、昭和20年2月8日住民に対し「敵の上陸は必至。敵上陸の暁には全員玉砕あるのみ」と訓示し、同年3月26日米軍の上陸の際、集団自決が発生した。
沖縄において集団自決が発生した場所すべてに日本軍が駐屯しており、日本軍が駐屯しなかった渡嘉敷村の前島では集団自決は発生しなかった。
渡嘉敷島での住民加害
渡嘉敷島において防衛隊員であった国民学校の訓導が渡嘉敷島で身寄りのない身重の婦人や子供の安否を気遣い数回部隊を離れたため敵と通謀するおそれがあるとしてこれを処刑した。また、赤松大尉は、集団自決で怪我をして米軍に保護され治療を受けた二名の少年が米軍の庇護のもとから戻ったところ米軍に通じたとして殺害した。さらに、赤松大尉は米軍の捕虜となりその後米軍の指示で投降勧告にきた伊江島の住民男女6名に対し自決を勧告し処刑したこともあった。さらに、渡嘉敷島では日本軍が朝鮮人の軍夫を処刑したこともあった。

### 援護法の適用問題について
原告らは、梅澤及び赤松大尉が集団自決を命令したという説が、集団自決の遺族が「戦傷病者戦没者遺族等援護法」（以下、援護法）の適用を受けるために捏造されたと主張した。原告の集団自決の軍命令を記す諸文献等の信用性批判の根幹に援護法の適用問題があるため、集団自決に関する諸文献等の信用性の判断に先立ち、まず援護法の適用問題について判示された。
証拠を検討し認められた事実からすると、梅澤・赤松大尉命令説は、沖縄において援護法の適用が意識される以前から存在していたことが認められるから、援護法適用のためにこれが捏造されたものであるとする主張には疑問が生ずる。また、隊長の命令がなくても戦闘参加者に該当すると認定された自決の例もあったことが認められるから、梅澤・赤松大尉命令説を捏造する必要があったのか直ちには肯定し難い。

#### 照屋昇雄についての判断
『産経新聞』『正論』掲載の記事で、昭和20年代後半から琉球政府社会局援護課に勤務していたとする照屋昇雄が、渡嘉敷島で聞き取り調査をし「1週間ほど滞在し、100人以上から話を聞いた」ものの「軍命令とする住民は一人もいなかった」とし、集団自決の遺族たちに援護法を適用するために、照屋が赤松大尉に「命令を出したことにしてほしい」と依頼して同意を得た上で書類を作り、その書類を当時の厚生省に提出したとしている。しかし実際は、照屋が琉球政府に雇用されたのは、記録上、昭和30年代以降であり、その配属先は中部社会福祉事務所の社会福祉主事である。このため、昭和20年代後半から琉球政府社会局援護課に勤務していたとする『産経新聞』『正論』の記事には疑問がある。また当時、照屋が厚生省に提出したとする文書は、厚生労働省の行政文書不開示決定通知書で「開示請求に係る文書はこれを保有していないため不開示とした。」との理由で当該文書の不開示の通知をしたことが認められ文書は存在しない。この点でも『産経新聞』『正論』の記事には疑問がある。

#### 宮村親書についての判断
座間味村の兵事主任兼村役場助役の弟である宮村幸延が作成したとされる昭和62年3月28日付「証言」と題する親書には、住民の集団自決は兄の兵事主任兼村役場助役の命令で行なわれたが、遺族補償のためやむを得ず自分が梅澤隊長命として申請したとの記載がある。これについては宮村自身が親書は自分が書いた文面ではないとの書面を残しているほか、親書は、宮村が梅澤とその同行者に酒を飲まされて泥酔し、梅澤から示された文書をまねて作成されたとの証拠があり、親書が宮村の真意を示しているか疑問がある。親書の作成状況についての梅澤の陳述書は不自然な点や他の証拠との矛盾があり措信しがたく、これは梅澤の陳述書全体の信用性を減殺せしめる。また、宮村は座間味島で集団自決が発生した際、座間味島にいなかったのであって「集団自決は梅澤部隊長の命令ではなく当時兵事主任（兼）村役場助役の兄の命令で行われた」と語れる立場になかったことは明らかで、この点でも親書の記載内容には疑問がある。以上のことから親書の内容は措信しがたい。

#### 『母の遺したもの』についての判断
座間味村の集団自決について記された書物『母の遺したもの』の記載を子細に検討すれば、集団自決に援護法を適用するために梅澤の自決命令が不可欠であり援護法適用のために梅澤の自決命令を捏造したとのことを直ちに窺わせるものではない。
以上を総合すると、沖縄において、住民が集団自決について援護法が適用されるよう強く求めていたことは認められるものの、そのために梅澤赤松命令説が捏造されたとまで認めることはできない。

### 文献等の評価（主要なもの）

#### 鉄の暴風
『鉄の暴風』は1950年に出版された沖縄の戦記であり、原告は、同書に記された軍命令による集団自決は虚偽であると主張した。
『鉄の暴風』の資料的価値、とりわけ戦時中の住民の動き、非戦闘員の動きに関する資料的価値は否定し得ないものと思われる。『鉄の暴風』の梅澤が「米軍上陸の前日、軍は忠魂碑前の広場に住民をあつめ、玉砕を命じた」との記載、赤松が「こと、ここに至っては、全島民、皇国の万歳と、日本の必勝を祈って、自決せよ。軍は最後の一兵まで戦い、米軍に出血を強いてから、全員玉砕する」と命じたとする部分については、これを聞いた者が十分特定されていないけれども、座間味島、渡嘉敷島における集団自決に至る経緯等については、この裁判で子細に認定、判示した住民の体験談と枢要部において齟齬することはなく、執筆にあたっては、集団自決の体験者の生々しい記憶に基づく取材ができた、多くの体験者の供述を得た、とする執筆者の見解を裏付ける結果となっており、民間から見た歴史資料としてその資料的価値は否定し難い。

#### 母の遺したもの
『母の遺したもの』は座間味島の集団自決の生存者の娘の宮城晴美が著した書物で、宮城の母の手記「血ぬられた座間味島」が収録されている。原告はこの中の一部の記述をもって梅澤が集団自決の命令を発していないことの根拠とした。
なお、宮城晴美は、原告が自らの主張に都合のよい一部だけを切り出して沖縄戦の集団自決の真実を歪めようとしていると原告に抗議し、また裁判では、被告側の証人として出廷して、座間味島の集団自決は軍の命令によるもので、座間味島の最高指揮官の梅澤の指示・命令であるとした
手記のなかの、宮城の母ら座間味島の住民が梅澤と面会し、集団自決を申し出て弾薬の提供を求めたのに対して、それを梅澤が拒絶したくだりは、梅澤が座間味島の住民の集団自決について、消極的であったことを窺わせないではない。しかしながら、この記述は梅澤が「今晩は一応お帰りください。」と述べたことを記述するのみで、「一応」という表現が付されていることや、助役らの申出に対し梅澤がしばらく沈黙したこと、梅澤と助役らの面会後の記述で唐突に助役が役場職員に伝令を命じた部分があり、その肝心の伝令の内容が記述されていないことを考慮すると、面会の場面全体の理解としては、梅澤による自決命令を積極的に否定するものではなく、助役らの集団自決の申出を受けた梅澤の逡巡を示すものにすぎないとみることも可能である。
この場面については梅澤の陳述書があり、梅澤は「決して自決するでない。軍は陸戦の止むなきに至った。我々は持久戦により持ちこたえる。村民も壕を掘り食糧を運んであるではないか。壕や勝手知った山林で生き延びて下さい。共に頑張りましょう。」「弾薬、爆薬は渡せない」などと述べたとされるが、梅澤の陳述書の記載内容の信用性についてのこれまでの検討結果（注: 上述「宮村親書についての判断」）からすると梅澤の陳述書は宮城の母の記憶を越える部分については信用し難い。
また、手記の記載によれば、宮城の母は座間味島の集団自決の際、現場である忠魂碑前にいなかったことになる。宮城の母は、梅澤と面会した後、梅澤はもちろん集団自決に参加した者との接触も断たれていたのであるから、直接的には梅澤の集団自決命令の有無を語ることのできる立場になかったこととなる。
また、手記には、宮城の母が梅澤の部隊の軍曹から「途中で万一のことがあった場合は、日本女性として立派な死に方をしなさいよ」と手榴弾一個が渡されたとのエピソードも記載されており、この記載は、日本軍関係者が米軍の捕虜になるような場合には自決を促していたことを示す記載としての意味を有し、梅澤命令説を肯定する間接事実となり得る。

#### ある神話の背景
『ある神話の背景』は、作家曽野綾子が、1973年に出版した著作である。出版当時、マスコミで報じられていた赤松大尉と沖縄現地の人間とのあいだの集団自決をめぐる主張対立、現地の人間の主張にそっている大江の『沖縄ノート』や石田郁夫の現地ルポ等を受けて、渡嘉敷島の集団自決について現地に赴き真実を追究しようとしたとされるノンフィクションで、原告が、赤松大尉が集団自決の命令を発していないことの根拠としたものである。
『ある神話の背景』は、赤松大尉や部隊の元隊員からの聞き取りに基づく記述が大部分を占めており、赤松大尉や元隊員らが赤松大尉による自決命令はなかった旨供述したことは記述されているものの、曽野自身の見解として赤松大尉命令説を否定する立場を表明したものではない。曽野自身は、かつて参加した司法制度改革審議会において、『ある神話の背景』について説明する一連の発言の中で、沖縄の新聞記者から「赤松大尉命令説の神話はこれで覆されたということになりますが」と言われた際に「私は一度も赤松氏がついぞ自決命令を出さなかった言ってはいません。ただ今日までのところ、その証拠は出てきていない、と言うだけのことです。明日にも島の洞窟から、命令を書いた紙が出てくるかもしれないではないですか」と答えた旨の発言をしている。
曽野は『ある神話の背景』において、赤松大尉による自決命令があったという住民の供述は得られなかったとしながら、取材をした住民がどのような供述をしたかについては詳細に記述していない。そして曽野は、家永教科書検定第3次訴訟第1審において証言した際『ある神話の背景』の執筆に当たっては赤松大尉の部隊からの自決命令を住民に伝達したとされる兵事主任へ取材をしなかったと証言しているが、それが事実であれば、取材対象に偏りがなかったか疑問が生じるところである。
『ある神話の背景』は、命令の伝達経路が明らかになっていないなど、赤松大尉命令説を確かに認める証拠がないとしている点で赤松大尉命令説を否定する見解の有力な根拠となり得るものの、客観的な根拠を示して赤松大尉命令説を覆すものとも、渡嘉敷島の集団自決に関して軍の関与を否定するものともいえない。

### 日本軍関係者の供述、体験談等について

#### 渡嘉敷島小隊長H証人
H証人は、赤松大尉が自決命令を発していないとして証言した。
H証人は陳述書に「私は、正式には小隊長という立場でしたが、事実上の副官として常に赤松大尉の傍にいた」と記載しているにもかかわらず、集団自決をした住民の西山陣地への集結指示については「聞いていない、知らない」旨証言し、陳述書にも「住民が西山陣地近くに集まっていたことも知りませんでした。」と記載している。この食い違いはH証人の証言の信用性に疑問が生じさせるか、H証人が赤松大尉の言動をすべて把握できる立場にはなかったことを窺わせるもので、いずれにしても赤松大尉の自決命令を「聞いていない」「知らない」というH証人の証言から赤松大尉の自決命令の存在を否定することは困難である。
H証人は「軍として手榴弾を防衛隊員の人に配っていたと、そういうことは御存じですか。」という質問に対し、「知りません。」「配ったことについては全然わかりません。」と答えた。赤松大尉を指揮官とする第三戦隊が住民に対して自決用等として手榴弾を配布したことは、各諸文献及びそれらに記載された住民の体験談から明らかに認められるものであり、補給路の断たれた第三戦隊にとって貴重な武器である手榴弾を配布したことを副官を自称するH証人が知らないというのは、極めて不合理であるというほかない。
部隊による住民に対する加害行為についての証言も一貫性のない証言をしている。
以上指摘した点を考えるとH証人の証言は措信しがたく、H証人の証言から赤松大尉の自決命令の存在を否定することは困難である。

#### 渡嘉敷島中隊長I証人
I証人も、赤松大尉が自決命令を発していないとして証言した。
I証人は、赤松大尉が住民を西山陣地の方に集合するように指示した3月27日には、主力部隊と合流していないとのことであるから、同日の赤松大尉の言動を把握できる立場になかったことになる。そして、翌28日の合流時間は特定できないけれども、I証人の証言等によれば第三中隊長として中隊を率いて陣地の配置場所におり、赤松大尉の側に常にいたわけでないことが認められ、同日の赤松大尉の言動を把握できる立場になかったことになる。
I証人は、集団自決に使用された手榴弾に関し、陳述書に「手榴弾は軍が管理していましたが、一部を（住民により組織された）『防衛隊』の隊員に配布していました。」「戦闘に備えて交付していたのです。」「渡嘉敷島の集団自決で手榴弾が用いられたのは、以上の理由によるもので、普段から防衛隊員が手榴弾を保していたからです。決して軍が自決を命じるために手榴弾を交付したのではありません。」と記載している。ところが、被告ら代理人の「しかしIさんは手りゅう弾の交付自体、それは御存じないんですね。」という問いに対しては「はい。」と答え、「交付の際にどういう命令が出てたということも御存じないということですかね。」という問いに対しては「そうです。」と答え、さらには手榴弾の交付時期に関する質問に対しては「私は当事者ではありませんから何月何日ごろということは私はここで申し上げることはできません。」と答えている。I証人の陳述書の記載及びその証言には疑問を禁じ得ない。
以上のとおり、I証人は赤松大尉の言動を把握できる立場にあったとは認めがたく、またその陳述書に記載された手榴弾に関する記述は証言と齟齬し信用できない。

#### 梅澤の供述等について
原告の梅澤の陳述書は、別途、援護法の適用問題の宮村親書についての判断などで判示したとおり信用性に問題がある。
梅澤は、その本人尋問において、手榴弾を防衛隊員に配ったことも、手榴弾を住民に渡すことも許可していなかったと供述する一方、『母の遺したもの』に記載された軍曹が宮城晴美の母に手榴弾を交付した事実について、軍曹が身の上を心配して独断で行ったのではないかと供述する。
慶良間列島は沖縄本島などと連絡が遮断されていたから、食糧武器の補給が困難な状況にあったと認められ、装備品の殺傷能力を検討すると手榴弾は極めて貴重な武器であったと認められる。同じ慶良間列島の渡嘉敷島でも同様の状況であったところ、渡嘉敷島の赤松隊の中隊長は、手榴弾の交付について「恐らく戦隊長の了解なしに勝手にやるようなばかな兵隊はいなかったと思います。」と証言している。梅澤自身も、村民に渡せる武器、弾薬はなかったと供述している。そうした状況で、戦隊長である梅澤の了解なしに軍曹が住民の身の上を心配して手榴弾を交付したというのは不自然である。
しかも、当裁判において、他に複数が自決用に手榴弾を渡されたと体験談や陳述書等に記載しており、貧しい装備の戦隊長である梅澤がそうした部下である兵士等の行動を知らなかったというのは極めて不自然であるというべきである。梅澤作成の陳述書及び梅澤本人尋問の結果は、信用性に疑問があるというほかない。

#### 赤松大尉の手記等について
赤松大尉は、雑誌『潮』（昭和46年）に「私は自決を命令していない」と題する手記を寄せているほか、『週刊新潮』（昭和43年）、『琉球新報』（昭和43年4月8日付）で取材に応じた記録が残っている。
赤松大尉が、集団自決をした住民の動向を認識していたか否かという事実に関し、手記と『週刊新潮』の取材とでは大きな違いを示しており、同じ赤松大尉の認識としては極めて不合理であるというほかない。
また、米軍の捕虜となった二人の少年を処刑したことついて、同じ手記内での前段後段での矛盾や、他の記事との比較でも差異や齟齬がある。
少年の処刑に関する記載に顕著なように、赤松大尉の手記は、自己に対する批判を踏まえ、自己弁護の傾向が強く、手記、取材毎にニュアンスに差異が認められるなど不合理な面を否定できず、全面的に信用することは困難である。赤松大尉の手記の記載内容には疑問があり、それを直ちに措信することはできないというべきである。

### 文献等に基づく集団自決の理解

#### 座間味島における集団自決について
座間味島では、昭和20年3月23日、忠魂碑前に集合した多数の住民が集団で死亡したと認められ、その際に、軍事装備である手榴弾が利用されたことは証拠から認めることができる。この集団自決を梅澤が命じたとの記載のある『鉄の暴風』『秘録 沖縄戦史』『沖縄戦史』等には、その取材源等は明示されておらず、『秘録 沖縄戦史』のようにその作者が死亡しているような書籍については、座間味島で 集団自決が発生して相当の年月が発生している現在ではその取材源等を確認することは困難である。
しかし『沖縄県史 第10巻』『座間味村史 下巻』『沖縄の証言』には多くの集団自決に関する体験談の記述があるほか、本件訴訟を契機とし新聞報道されたり、本訴に陳述書として提出されたりしている。こうした体験談等は、いずれも自身の実体験に基づく話として具体性、迫真性を有するものといえ、また多数の体験者らの供述が昭和20年3月25日の夜に忠魂碑前に集合して玉砕することになったという点で合致しているから、その信用性を相互に補完し合うものといえる。また、こうした体験談の多くに共通するものとして、日本軍の兵士から米軍に捕まりそうになった場合には自決を促され、そのための手段として手榴弾を渡されたことを認めることができる。
沖縄に配備された第三二軍が防諜に意を用いていたことは、日本軍による住民に対する加害行為に端的に表れている。1.渡嘉敷島において、防衛隊員であった国民学校の訓導が渡嘉敷島で身寄りのない身重の婦人や子供の安否を気遣い数回部隊を離れたため敵と通謀するおそれがあるとしてこれを処刑したこと、2.渡嘉敷島で、赤松大尉が、集団自決で怪我をして米軍に保護され治療を受けた二名の少年が米軍の庇護のもとから戻ったところ、米軍に通じたとして殺害したこと。3.渡嘉敷で、赤松大尉が、米軍の捕虜となりその後米軍の指示で投降勧告にきた伊江島の住民男女六名に対し、自決を勧告し、処刑したこと、これらは第三二軍が防諜に意を用いていたことに通じる。第二戦隊の隊長が昭和20年 2月8日に慶留間島の住民に対して「敵の上陸は必至。敵上陸の暁には全員玉砕あるのみ」と訓示した行為や、米軍の「慶良間列島作戦報告書」の座間味村の状況についての「明らかに、民間人たちは捕らわれないために自決するように指導されていた」との記述も第三二軍が防諜に意を用いていたに通じる。
原告の梅澤が率い、座間味島に駐留した第一戦隊の装備は「機関短銃九のほか、各人拳銃（弾薬数発）、軍刀、手榴弾を携行」というものであり、慶良間列島が沖縄本島などと連絡が遮断されていたから、食糧や武器の補給が困難な状況にあったと認められ、装備品の殺傷能力を比較すると手榴弾は極めて貴重な武器であったと認められる。そして、原告梅澤が本人尋問において村民に渡せる武器、弾薬はなかったと供述していることも判示したとおりである。
こうした事実に加えて、座間味島、渡嘉敷島を始め、慶留間島、沖縄本島中部、沖縄本島西側美里、伊江島、読谷村、沖縄本島東部の具志川グスクなどで集団自決という現象が発生したが、集団自決が発生した場所すべてに日本軍が駐屯しており、日本軍が駐屯しなかった渡嘉敷村の前島では集団自決は発生しなかったことを考えると、集団自決については日本軍が深く関わったものと認めるのが相当であって、沖縄においては、第三二軍が駐屯しており、その司令部を最高機関として各部隊が配置され、第三二軍司令部を最高機関とし、座間味島では原告梅澤を頂点とする上意下達の組織であったと認められるから、座間味島における集団自決に原告梅澤が関与したことは、十分に推認できるというべきである。
もっとも、原告梅澤による自決命令の伝達経路等は判然とせず、原告梅澤の言辞を直接聞いた体験者を本件全証拠から認められない以上、取材源等は明示されていない『鉄の暴風』『秘録 沖縄戦史』『沖縄戦史』等から直ちに『太平洋戦争』にあるような「老人・こどもは村の忠魂碑の前で自決せよ。」との梅澤の命令それ自体まで認定することには躊躇を禁じ得ない。
しかしながら、以上認定したように、梅澤が座間味島における集団自決に関与したものと推認できることに加え、 平成17年度までの教科書検定の状況、学説の状況、諸文献の存在、そうした諸文献等についての信用性に関する当裁判の認定、判断、家長三郎及び被告大江の本件各書籍の取材状況等を踏まえると、原告梅澤が座間味島の住民に対し『太平洋戦争』の内容の自決命令を発したことを直ちに真実と断定できないとしても、この事実については合理的資料若しくは根拠があると評価できるから、本件各書籍の各発行時において、家長及び被告大江らが前記事実を真実であると信じるについての相当の理由があったものと認めるのが相当である。

#### 渡嘉敷島における集団自決について
渡嘉敷島では、昭和20年3月25日西山陣地北方の盆地に集合した多数の住民が集団で死亡したと認められ、その際に、軍事装備である手榴弾が利用されたことは証拠から認めることができる。この集団自決を赤松大尉が命じたとの記載のある『鉄の暴風』『秘録 沖縄戦史』『沖縄戦史』等には、その取材源等は明示されていないことなどは、座間味島における集団自決について先に判示したのと同様である。
渡嘉敷島における集団自決についても、多くのの集団自決の体験者の体験談等があり、これらの体験談等は、いずれも自身の実体験に基づく話として具体性、迫真性を有するものといえ、信用性を有することも、座間味島における集団自決について先に判示したのと同様である。
沖縄に配備された第三二軍が防諜に意を用いており、赤松大尉率いる第三戦隊の渡嘉敷島の住民らに対する加害行為（注：上述の項目「座間味島における集団自決について」）はそうした防諜行為に通じ、第二戦隊の隊長の言動、米軍の「慶良間列島作戦報告書」の記載も防諜に意を用いていたに通じる。
渡嘉敷島における集団自決は、 昭和20年3月27日に渡嘉敷島に上陸した翌日である同月28日に赤松大尉の西山陣地北方の盆地への集合命令の後に発生しており、赤松大尉率いる第三戦隊の渡嘉敷島の住民らに対する加害行為を考えると、赤松大尉が上陸した米軍に渡嘉敷島の住民が捕虜となり、日本軍の情報が漏洩することをおそれて自決命令を発したことがあり得ることは容易に理解できる。赤松大尉は、防衛隊員であった国民学校の訓導が渡嘉敷島で身寄りのない身重の婦人や子供の安否を気遣い、数回部隊を離れたため、敵と通謀するおそれがあるとして処刑しているところ、これに反し、米軍が上陸した後、手榴弾を持った防衛隊員が、自決が発生した西山陣地北方の盆地へ集合している住民のもとへ部隊を離れて赴いた行動を赤松大尉が容認したとすれば、赤松大尉が自決命令を発したことが一因ではないかと考えざるを得ない。
赤松大尉が率い、渡嘉敷島に駐留した第三戦隊の装備は「機関短銃五（弾薬六〇〇〇発）のほか、各人拳銃（弾薬一銃 につき四発）、軍刀、手榴弾を携行」であったと認められ、慶良間列島が沖縄本島などと連絡が遮断されていたから、食糧や武器の補給が困難な状況にあったと認められ、装備品の殺傷能力を比較すると手榴弾は極めて貴重な武器であったと認められる。そして、第三戦隊に属していた中隊長（上述のI証人）が手榴弾の交付について「恐らく戦隊長の了解なしに勝手にやるようなばかな兵隊はいなかったと思います。」と証言しており、手榴弾が集団自決に使用されている以上、赤松大尉が集団自決に関与していることは、強く推認される。
こうした事実に加えて、先に座間味島における集団自決について判示したとおり、沖縄県で集団自決が発生した場所すべてに日本軍が駐屯しており、日本軍が駐屯しなかった渡嘉敷村の前島では集団自決は発生しなかったことを考えると、集団自決については日本軍が深く関わったものと 認めるのが相当であって、沖縄においては第三二軍が駐屯しており、その司令部を最高機関として 各部隊が配置され、第三二軍司令部を最高機関とし、渡嘉敷島では赤松大尉を頂点とする上意下達の組織であったと認められるから、渡嘉敷島における集団自決に赤松大尉が関与したことは、十分に推認できるというべきである。
もっとも、赤松大尉による自決命令の伝達経路等は判然とせず、赤松大尉の命令を直接聞いた体験者を本件全証拠から認められないことは、座間味島における集団自決と同様であり、取材源等は明示されていない『鉄の暴風』『秘録 沖縄戦史』『沖縄戦史』等から、直ちに『沖縄ノート』にあるような「部隊は、これから米軍を迎えうち長期戦に入る。したがって民は、部隊の行動をさまたげないために、また食糧を部隊に提供するため、いさぎよく自決せよ」との赤松大尉の命令の内容それ自体まで認定することには躊躇を禁じ得ないことも、座間味島における集団自決における梅澤の命令と同様である。
しかしながら、以上認定したように、赤松大尉が渡嘉敷島における集団自決に関与したものと推認できることに加え、平成17年度までの教科書検定の状況、学説の状況、諸文献の存在、そうした諸文献等についての信用性に関する当裁判の認定、判断、被告大江の沖縄ノートの取材状況等を踏まえると、赤松大尉が渡嘉敷島の住民に対し『沖縄ノート』にあるような内容の自決命令を発したことを直ちに真実と断定できないとしても、この事実については合理的資料若しくは根拠があると評価できるから、『沖縄ノート』発行時において、被告らが前記事実を真実であると信じるについての相当の理由があったものと認めるのが相当である。

## 背景と経過
1945年の沖縄戦での渡嘉敷、座間味両島などでの集団自決については、沖縄タイムス社から発刊された『鉄の暴風』で、赤松大尉と梅澤少佐がそれぞれ、両島の住民に集団自決を命じたために起きたと書かれ、大江健三郎の『沖縄ノート』と岩波書店の他の出版物（故・家永三郎の『太平洋戦争』（岩波現代文庫）、故・中野好夫らの『沖縄問題２０年』（岩波新書））もこれに沿った記述をしていた。
2005年7月24日に産経新聞は、1973年に出版された曽野綾子『ある神話の風景』の渡嘉敷島の取材や、座間味島の集団自決生存者の娘の宮城晴美が著した『母の遺したもの』の記述、昭和史研究所や自由主義史観研究会による曽野の取材を補強する実証的研究、などで明らかにされた事実関係から、「軍命令の事実はなかった」として、渡嘉敷島の指揮官、故・赤松嘉次の弟・赤松秀一と座間味島の日本軍指揮官、梅澤裕が『沖縄ノート』の著者、大江健三郎と岩波書店に対して、名誉毀損の訴えをおこすこととなったことをスクープ報道した。
同年8月5日、本裁判の提訴と同日に「沖縄集団自決冤罪訴訟を支援する会」が結成された。会長・南木隆治は「今回の裁判は梅澤、赤松両氏の名誉を回復するだけでなく、日本の名誉を守り、子供たちを自虐的歴史認識から解放して、事実に基づく健全な国民の常識を取り戻す国民運動にしなければならないと私たちは考え、ここにこの裁判を『沖縄集団自決冤罪訴訟』と名づけ、これを支援する会を結成いたしました。」とした。 「『沖縄集団自決冤罪訴訟を支援する会』（以下、『支援する会』）は松本藤一、稲田朋美、徳永信一３弁護士が代理人をされる事から、これらの弁護士をご存知の方ならどなたもお分かりのように、事務局は現在活動中の『靖国応援団』の構成をほとんどそのまま引継いでいます。」とも述べた。
2006年9月、原告の代理人徳永信一は、雑誌『正論』2006年9月号に「沖縄集団自決冤罪訴訟が光りを当てた日本人の真実」という文章を発表した。そこには本裁判の提訴に至るまでの経緯が記されていた。原告の梅澤裕はもともと裁判に乗り気でなく、赤松秀一は『沖縄ノート』が版を重ねていることさえ知らなかったが、徳永と松本藤一、稲田朋美ら「靖国応援団」の弁護士と元軍人一名が説得して、裁判を起こさせたという（なお、2007年11月9日の公判において、梅澤裕は「『沖縄ノート』を読んだのはいつか」と問われて「去年読んだ」と答えている。原告が、2005年8月の提訴の段階で、それによって名誉が毀損されたとして出版差し止めなどを求めた『沖縄ノート』を読んでいなかったという事実が裁判の過程で明らかになっている）。また、同記事において、徳永は裁判の目的は『沖縄ノート』の出版差し止め・謝罪・賠償にとどまらず「集団自決」の軍による強制を記した教科書の記述削除まで及ぶとしている。そのため、梅澤らがこの訴訟を起こすよう後押しされたのは、はじめから裁判で争いになっている事を理由に教科書から「軍強制による集団自決」の記述削除にまで繋げることを狙ったものと見る向きもある。
2006年10月、原告が軍命令が無かったとする根拠の一つとして挙げ、『正論』記事でも言及された『母の遺したもの』の著者で女性史研究家の宮城晴美は、他の沖縄戦の研究者、沖縄平和ネットワークの村上有慶代表ともに記者会見を行い、『正論』記事は「沖縄戦の真実をゆがめるものだ」と抗議の意見表明をした。記者会見と同時に出された「雑誌『正論』による沖縄戦の真実をゆがめる記述に抗議する」という抗議文では、「沖縄集団自決冤罪訴訟を支援する会」は、法廷を利用したプロパガンダを展開しているとし、同会が、軍隊によって強制された住民の集団死について、住民が愛国心のために自らの命を絶ったとして世間一般に流布しようとしていること、またその目的のために、沖縄戦研究者の名前を利用して、書籍や論文の中から自分達の主張に都合のいい文言だけを抜き出して、裁判官に「軍命がなかった」という事実認定をさせようとしていること、について、沖縄戦研究者として、また沖縄県民として到底容認することはできず、厳重に抗議する、とした。
2007年3月、文部科学省は教科書検定結果を公表し、集団自決を強制とする記述について、軍が命令したかどうかは明らかといえず、実態を誤解する恐れがある、との教科書検定意見を付けたとした。意見を受けた５社は、日本軍の関与に直接言及しない記述に修正した。検定結果の説明資料として、文部科学省が記者クラブに出した「沖縄戦における集団自決に関する主な著作物等」という資料には本裁判が理由として挙げられており、『沖縄集団自決冤罪訴訟』という原告側呼称が使われていた（この呼称を使うことは、文部科学省として不適切であることを伊吹文明文科相が国会答弁で認めた）。
同年9月29日、「教科書検定意見撤回を求める県民大会」が沖縄県宜野湾海浜公園で開かれ、11万人が参加した。
同年12月26日、沖縄県民からの強い反発と要求により、文部科学相の諮問機関「教科用図書検定調査審議会」は、訂正申請をした教科書会社に対し、「軍の関与」などの表現で、日本軍が住民の集団自決にかかわっていたとする記述の復活を認めた。
裁判自体は、2008年3月の一審・大阪地裁判決は、集団自決が起きたすべての場所に日本軍が駐屯し、駐屯していなかった島では集団自決が起きなかったことなどから「集団自決に日本軍が深く関わった」と判断して大江・岩波側の勝訴を言い渡した。同年10月の二審・大阪高裁判決も、「直接の命令があったとは断定できない」としたうえで「軍が深く関わったことは否定できず、総体としての軍の強制、命令と評価する見解もあり得る」として、一審を支持して原告側控訴を棄却。2011年4月、最高裁は原告側の上告を退ける決定をして、大江・岩波側の勝訴が確定した。

### 「罪の巨塊」について
裁判において『沖縄ノート』の中の記述「人間としてそれをつぐなうには、あまりにも巨きい罪の巨塊のまえで、かれはなんとか正気で生き伸びたいとねがう」の「罪の巨塊」という表現が公正な論評の範囲か論点となった。
裁判を傍聴した秦郁夫は、大江がこの表現について"英語のミステリーから借用したが、語源は他殺死体のこと、ラテン語では……（聞き取れず）"と説明していたことを報告している。このことから、「罪の巨塊」とは英米法のcorpus delicti（罪体：日本語ではときにドイツ法系の言葉で構成要件と訳されることもあるが、ここでは犯罪実体とでも訳すのが適当と思われる）の巨大な集合全体といったくらいの意味で、大江は当時適当な訳語が見つからず、このような造語を使用したものと思われる。語源が他殺死体から来たと大江が説明したところから、「罪の巨塊」とは、赤松自身のことではなく、理不尽な形で処刑された多数の犠牲者とその実態のことだとして、大江に個人の名誉棄損の意図はなかったと第三者が解説することもあった。
一方、当裁判について保守論壇で言論を繰り広げていた曽野綾子は、「巨塊」を一般には「悪の巨魁」（悪い仲間の首領の意）という言葉でなじみのある「巨魁」と読み換えて、大江は、赤松を「巨魁」として誹謗しているとマスメディア上で幾度も語り、混乱を招いた。（とくに、曽野の著作では、当初は『沖縄ノート』の記述通り「罪の巨塊」となっていたものの、1984年以降の出版物では「罪の巨魂」となっており、これも曽野がどう考えていたのかについて、議論の混乱に拍車をかけた。)

## 裁判の経過
第一審経過
- 2005年8月5日 大阪地方裁判所に提訴。
- 2005年10月28日 第1回口頭弁論
- 2006年1月27日 第2回口頭弁論
- 2006年3月24日 第3回口頭弁論
- 2006年6月9日 第4回口頭弁論（原告側、『沖縄問題二十年』の絶版が確認されたとして当該書物についての訴えを取り下げる）
- 2006年9月1日 第5回口頭弁論（争点がほぼ出尽くす）
- 2006年11月10日 第6回口頭弁論
- 2007年1月19日 第7回口頭弁論
- 2007年3月30日 第8回口頭弁論
- 2007年5月25日 第9回口頭弁論
- 2007年7月27日 第10回口頭弁論 証人尋問：皆本義博、知念朝睦、宮城晴美
- 2007年9月10日 期日外の証人尋問：金城重明（福岡高裁那覇支部で実施・非公開）
- 2007年11月9日 第11回口頭弁論 当事者尋問：梅沢裕、赤松秀一、大江健三郎
- 2007年12月21日 第12回口頭弁論 結審
- 2008年3月28日 判決言い渡し 原告の請求棄却
- 2008年4月2日 原告側、判決を不服として大阪高等裁判所に控訴

第二審経過
- 2008年6月25日 第1回口頭弁論
- 2008年9月9日 第2回口頭弁論 結審
- 2008年10月31日 判決言い渡し 地裁判決支持、控訴棄却 原告側は最高裁に上告

上告審経過
- 2011年4月21日 最高裁第一小法廷は高裁判決支持と上告棄却を決定、原告側の敗訴と大江側の勝訴が確定[6][7][8]（最高裁は基本的に法廷を開かず書類審理のみ行なう）

## 沖縄戦における両島での基本的経緯

### 座間味島
- 1944年9月 梅澤裕大尉を隊長とする海上挺進第一戦隊が座間味島に駐屯
- 1945年3月23日 米機動部隊来襲、座間味集落全焼
- 1945年3月25日 空襲と艦砲射撃、「忠魂慰霊碑前に集合、玉砕」の連絡で住民集合するが空襲が激しく防空壕に避難
- 1945年3月26日 米軍上陸、組合壕などで「集団自決」177人
- 1945年3月29日 米軍が座間味島を制圧
- 1945年4月10日 米軍の攻撃、梅澤隊長負傷し日本軍組織的行動とれず
- 1945年4月29日 住民の米軍への投降始まる
- 1945年6月8日 梅澤隊長、米軍によって包囲され慰安婦と共に確保される[31]

### 渡嘉敷島
下記の日付については諸説あり。
- 1944年9月 赤松嘉次大尉を隊長とする海上挺進第三戦隊が渡嘉敷島に駐屯
- 1945年3月23日 米機動部隊来襲、役場・郵便局が全焼、住民は壕に避難
- 1945年3月25・26日 軍上層部の指導により、機密保持のため特攻艇マルレを破壊・自沈処分
- 1945年3月27日 米軍上陸、兵事主任より住民に谷間に集合の命令
- 1945年3月28・29日 軍による命令が出たとの情報が伝えられ「集団自決」329人
- 1945年3月31日 米軍撤退
- 1945年4月15日 「集団自決」時に米軍に救出され収容されていた16歳の少年2人が、住民に下山を勧告し赤松隊により殺害される[32]
- 1945年6月26日 朝鮮人軍夫3人の殺害[33]
- 1945年7月2日 渡嘉敷島に収容された伊江島の男女6人が赤松隊により殺害される
- 1945年7月2日 学校訓導大城徳安、病弱の妻を見舞ったことを脱走とみなし殺害。
- 1945年7月5日 朝鮮人軍夫5人の殺害。
- 1945年8月16日 米軍から投降勧告文を託された渡嘉敷の住民4人のうち2人が赤松隊により殺害される
- 1945年8月17日 赤松嘉次隊長が投降ビラの内容を確認するため部下を米軍に送る
- 1945年8月18日 赤松隊が投降、武装解除は8月24日[33]

## 支援団体

### 原告側支援団体
原告を支援する団体として提訴と同日に立ち上がった「沖縄集団自決冤罪訴訟を支援する会」は会長を南木隆治（「自由主義史観研究会関西」「靖国応援団」会員）として、事務局は「靖国応援団」の構成をほとんどそのまま引継いでいる。顧問には藤岡信勝（自由主義史観研究会）、上杉千年（新しい歴史教科書をつくる会）、中村粲（昭和史研究所）らが就任した。協力団体には、「新しい歴史教科書をつくる会大阪」「自由主義史観研究会」「昭和史研究所」「靖国応援団」などが連なる（「自由主義史観研究会」「昭和史研究所」は本訴訟がされることをスクープした2005年7月24日産経新聞記事において曽野綾子『ある神話の風景』を補強する実証研究を行ったとされている）
藤岡信勝は本裁判提訴の直前の2005年4月に「敗戦60年、『沖縄戦集団自決事件』の真実を明らかにする『沖縄プロジェクト』への参加を呼びかけます」との自由主義史観研究会の機関誌「歴史と教育」でよびかけた。同年5月「沖縄戦慰霊と検証の旅」で研究会員が座間味、渡嘉敷を訪問。同年6月「沖縄戦集団自決事件の真相を知ろう」緊急集会が開催され、藤岡の講演、梅澤裕のビデオ証言などが行われた。
「新しい歴史教科書をつくる会」は、その機関誌『史』2007年5月号で、日本軍を貶める3点セットとして南京虐殺説、従軍「慰安婦」強制連行説、沖縄集団自決軍命令説を挙げており、この3つを運動対象と考えている。

### 被告側支援団体
提訴を受けて、被告側にも支援団体が発足した。「大江健三郎・岩波書店沖縄戦裁判支援連絡会」「沖縄戦の歴史歪曲を許さず、沖縄から平和教育をすすめる会」「大江・岩波沖縄戦裁判を支援し沖縄の真実を広める首都圏の会」等の団体が名を連ねている。それら支援団体は、元大阪日教組委員長であり平和・民主・革新の日本をめざす全国の会元顧問の東谷敏雄が代表世話人を務めているなど、左派の関係者や団体が関与している。
「沖縄戦の歴史歪曲を許さず、沖縄から平和教育をすすめる会」事務局長・山口剛史は、本裁判の提訴には、「自由主義史観研究会」が関わっており、その裁判目的の一つには教科書検定において日本軍が「集団自決」を強いたという記述の削除にあたっての根拠づくりにあったと主張している。また、山口剛史は、2007年3月30日公表された教科書検定結果で、集団自決を強制とする記述を削除する検定意見がついた理由として本裁判が挙げられた際に「沖縄集団自決冤罪訴訟」という原告側呼称が使われたことを、文部科学省が裁判を原告側の立場にたって見ていることの一つの表れであると主張している。